# Studnice (kraj hradecki)
Studnice – gmina w Czechach, w powiecie Náchod, w kraju hradeckim. Według danych z dnia 1 stycznia 2014 liczyła 1 124 mieszkańców.